# Eurocom
Eurocom (European Comprehension) és un projecte per a la intercomprensió entre els idiomes d'Europa. Té la seva base a la Universitat de Frankfurt del Main i està liderat pel catalanòfil alemany Tilbert Dídac Stegmann, catedràtic de filologia romànica en aquesta universitat.
S'articula en tres grans grups: EuroComRom (llengües romàniques), EuroComGerm (llengües germàniques) i EuroComSlav (llengües eslaves), si bé no es descuiden les llengües que no s'inclouen en cap d'aquests grups (el grec, el maltès, el grup format pel finès, l'hongarès i potser el basc i el grup cèltic).
El sistema Eurocom es basa en les semblances entre llengües d'un mateix grup. Sovint, aquestes semblances, si són de fonètica, són regulars. Així, per exemple, en les llengües romàniques (portuguès, espanyol, aragonès, català, occità, francès, italià, romanès, etc.) els grups fonètics llatins evolucionen d'una determinada manera, ço que fa possible la comprensió de les paraules d'una altra llengua romànica un pic s'ha descobert la llei fonètica que hi ha darrere. Aquest sistema és també aplicable a les llengües germàniques (per exemple, entre anglès, neerlandès i alemany).